# Hiperventilación

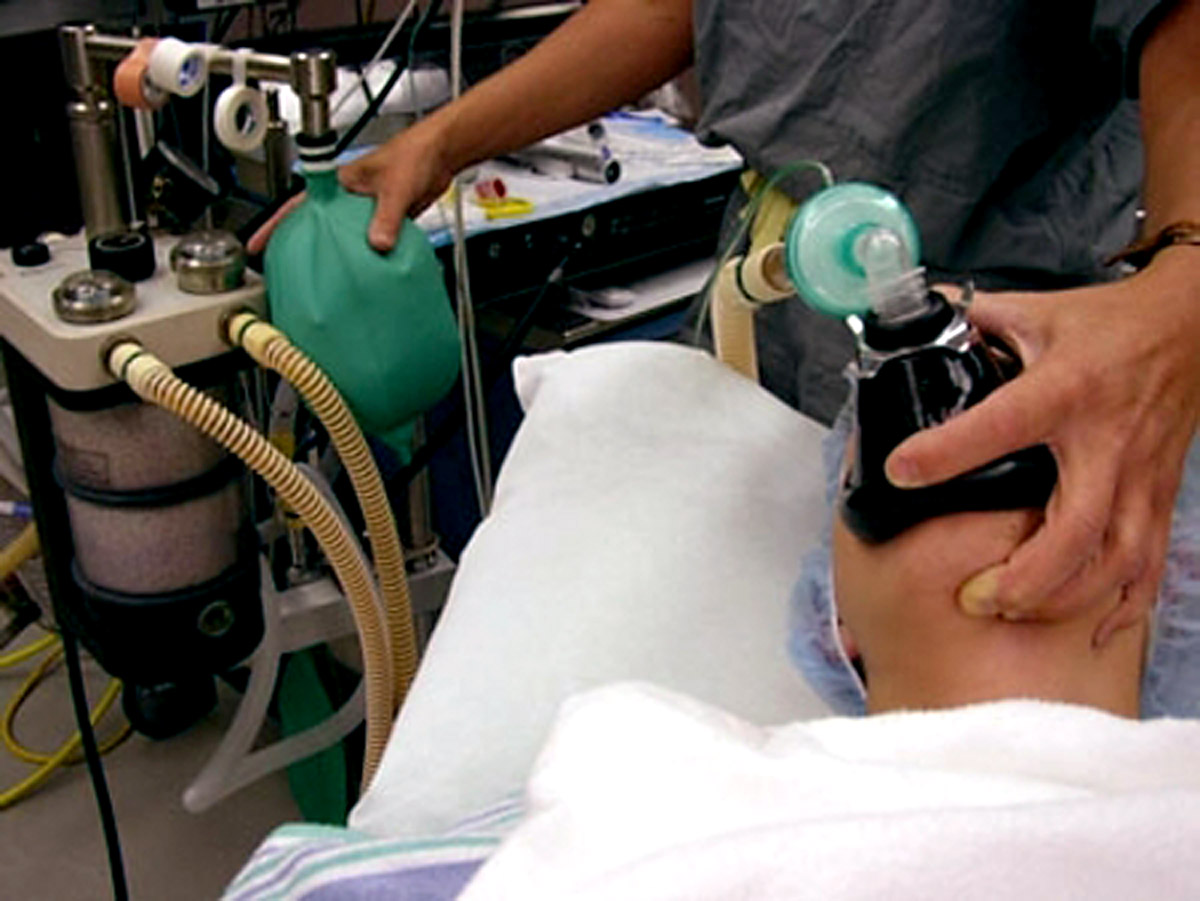
Ventilación con bolsa-mascarilla durante la inducción de la anestesia

La hiperventilación ocurre cuando el índice o volumen corriente de la respiración elimina más dióxido de carbono que el que puede producir el cuerpo. Esto genera hipocapnia, una concentración reducida del dióxido de carbono disuelto en la sangre. El cuerpo normalmente intenta compensar a través de la homeostasis, pero, si esto falla o es sobrepasado, el pH de la sangre aumentará, generándose una alcalosis respiratoria. Los síntomas de la alcalosis respiratoria pueden incluir: mareos, hormigueo en los labios, manos o pies, dolor de cabeza, debilidad, desmayo y convulsiones. En casos extremos puede causar tetania en las manos y pies.

## Síndrome de hiperventilación
El síndrome de hiperventilación se asocia a los trastornos de ansiedad. Se ha definido como un síndrome caracterizado por una variedad de síntomas somáticos generados por una hiperventilación inapropiada fisiológicamente.

## Hiperventilación controlada
En los últimos años se ha venido utilizando la hiperventilación controlada en el tratamiento del trastorno de angustia. Un estudio del 2009 en la Universidad Complutense de Madrid concluye que la hiperventilación controlada puede servir como herramienta de diagnóstico a nivel cognitivo partir de la activación fisiológica de las sensaciones corporales.